# Aeropuerto de Tynda
El aeropuerto de Tynda-Sigikta (en ruso: Аэропорт Тында; ; ICAO: UNBG; IATA: TYD), es un aeropuerto local situado 16 km al norte de Tynda, junto a la población de Sigikta, en el óblast de Amur, en Rusia. 
El campo dispone de varios edificios grandes capaces, tal vez, de manejar tráfico de reactores. Algunas plataformas indican que la base tenía, probablemente, un papel de base aérea en los años 1950 y 1960.
La gestión es estatal, a cargo del gobierno del óblast de Amur.
El espacio aéreo está controlado desde el FIR de Magdagachi (ICAO: UNBI; IATA: GDG)

## Pista
Cuenta con una pista de asfalto en dirección 06/24 de 1.923x35 m (6.307x115 pies), con un pavimento del tipo 16/F/B/Z/T, lo que permite la operación de aeronaves con un peso máximo al despegue de 36 toneladas.
El área disponible para estacionamiento de aeronaves es 12.550 m², con unas dimensiones de 185x68,8 m.